# Enrico I di Orléans-Longueville
Enrico I di Orléans-Longueville (1568 – Amiens, 8 aprile 1595) fu duca di Longueville e principe di Châtelaillon ed Estouteville, conte di Neuchâtel, di Tancarville e Valangin e pari di Francia. Ottenne anche la carica di Gran ciambellano di Francia dal 1589 al 1595 sotto Enrico IV.

## Biografia
Figlio di Léonor d'Orléans-Longueville (1540-1573) e Maria di Borbone, duchessa di Estouteville e contessa di Saint-Pol (1539-1601), vinse contro la Lega cattolica nella battaglia di Senlis del maggio 1589.
Con l'assassinio di Enrico III nel mese di agosto seguente, il re protestante di Navarra Enrico di Borbone venne chiamato a regnare con il nome di Enrico IV, ma le grandi città francesi si schierano dietro la Lega e il suo leader, duca Carlo di Lorena.
A quel tempo, l'esercito reale di Enrico IV era solo l'ombra di se stesso. Quest'ultimo poté contare solo su 20.000 uomini per conquistare un regno che lo rifiutava. Affidò il comando della Piccardia al duca di Longueville. Enrico d'Orleans aprì la città di Gournay-en-Bray, di cui era signore, e diedero battaglia in prossimità di Arques (settembre del 1589). Le truppe della Lega e Carlo di Mayenne vennero sconfitti, permettendo ad Enrico IV di marciare su Parigi.

## Discendenza
Enrico d'Orléans sposò Caterina Gonzaga (1568-1629), figlia di Ludovico Gonzaga, duca di Nevers, dalla quale ebbe un figlio:
- Enrico II (1595-1663).

## Ascendenza
|                                    |                             |                                 | Genitori                          |  |  | Nonni |  |  | Bisnonni                       |  |  | Trisnonni                     |  |
|                                    |                             |                                 |                                   |  |  |       |  |  | Louis II d'Orléans-Longueville |  |  | Louis I d'Orléans-Longueville |  |
|                                    |                             |                                 |                                   |  |  |       |  |  | Louis II d'Orléans-Longueville |  |  | Louis I d'Orléans-Longueville |  |
|                                    |                             | Johanna von Hachberg-Sausenberg |                                   |  |  |       |  |  | Louis II d'Orléans-Longueville |  |  |                               |  |
| François III d'Orléans-Longueville |                             |                                 |                                   |  |  |       |  |  | Louis II d'Orléans-Longueville |  |  |                               |  |
|                                    |                             | Marie de Guise                  | Claude de Guise                   |  |  |       |  |  |                                |  |  |                               |  |
|                                    |                             | Marie de Guise                  | Claude de Guise                   |  |  |       |  |  |                                |  |  |                               |  |
|                                    |                             | Marie de Guise                  | Antoinette de Bourbon-Vendôme     |  |  |       |  |  |                                |  |  |                               |  |
| Léonor d'Orléans-Longueville       |                             | Marie de Guise                  |                                   |  |  |       |  |  |                                |  |  |                               |  |
|                                    |                             | Charles de Rohan-Gié            | Pierre de Rohan-Gié               |  |  |       |  |  |                                |  |  |                               |  |
|                                    |                             | Charles de Rohan-Gié            | Pierre de Rohan-Gié               |  |  |       |  |  |                                |  |  |                               |  |
|                                    |                             | Charles de Rohan-Gié            | Françoise de Penhoët              |  |  |       |  |  |                                |  |  |                               |  |
| Jacqueline de Rohan-Gié            |                             | Charles de Rohan-Gié            |                                   |  |  |       |  |  |                                |  |  |                               |  |
|                                    |                             | Giovanna Sanseverino            | Bernardino Sanseverino            |  |  |       |  |  |                                |  |  |                               |  |
|                                    |                             | Giovanna Sanseverino            | Bernardino Sanseverino            |  |  |       |  |  |                                |  |  |                               |  |
|                                    |                             | Giovanna Sanseverino            | Leonora Piccolomini d'Aragona     |  |  |       |  |  |                                |  |  |                               |  |
| Henri I d'Orléans-Longueville      |                             | Giovanna Sanseverino            |                                   |  |  |       |  |  |                                |  |  |                               |  |
|                                    | François de Bourbon-Vendôme | Jean VIII de Bourbon-Vendôme    |                                   |  |  |       |  |  |                                |  |  |                               |  |
|                                    | François de Bourbon-Vendôme | Jean VIII de Bourbon-Vendôme    |                                   |  |  |       |  |  |                                |  |  |                               |  |
|                                    | François de Bourbon-Vendôme | Isabelle de Beauvau             |                                   |  |  |       |  |  |                                |  |  |                               |  |
| François I de Saint-Pol            | François de Bourbon-Vendôme |                                 |                                   |  |  |       |  |  |                                |  |  |                               |  |
|                                    |                             | Marie de Luxembourg-Saint-Pol   | Pierre II de Luxembourg-Saint-Pol |  |  |       |  |  |                                |  |  |                               |  |
|                                    |                             | Marie de Luxembourg-Saint-Pol   | Pierre II de Luxembourg-Saint-Pol |  |  |       |  |  |                                |  |  |                               |  |
|                                    |                             | Marie de Luxembourg-Saint-Pol   | Margherita di Savoia              |  |  |       |  |  |                                |  |  |                               |  |
| Marie II de Saint-Pol              |                             | Marie de Luxembourg-Saint-Pol   |                                   |  |  |       |  |  |                                |  |  |                               |  |
|                                    |                             | Jean III d'Estouteville         | Jacques d'Estouteville            |  |  |       |  |  |                                |  |  |                               |  |
|                                    |                             | Jean III d'Estouteville         | Jacques d'Estouteville            |  |  |       |  |  |                                |  |  |                               |  |
|                                    |                             | Jean III d'Estouteville         | Louise d'Albret                   |  |  |       |  |  |                                |  |  |                               |  |
| Adrienne d'Estouteville            |                             | Jean III d'Estouteville         |                                   |  |  |       |  |  |                                |  |  |                               |  |
|                                    |                             | Jacqueline d'Estouteville       | Guyon d'Estouteville              |  |  |       |  |  |                                |  |  |                               |  |
|                                    |                             | Jacqueline d'Estouteville       | Guyon d'Estouteville              |  |  |       |  |  |                                |  |  |                               |  |
|                                    |                             | Jacqueline d'Estouteville       | Isabeau de Croÿ                   |  |  |       |  |  |                                |  |  |                               |  |
|                                    |                             | Jacqueline d'Estouteville       |                                   |  |  |       |  |  |                                |  |  |                               |  |